# Down on the Farm (film 1941)
Down on the Farm (Speaking of Animals Down on the Farm) è un cortometraggio del 1941 diretto da Tex Avery e Lou Lilly.

## Trama
Down on the Farm fa parte della serie di cortometraggi animati "Speaking of Animals". Le bocche degli animali da fattoria, sono animate per far sembrare come se parlassero, con varie battute e, in un caso, un gufo che canta una canzone di Bing Crosby.

## La serie
- Speaking of Animals in a Pet Shop, regia di Robert Carlisle e Jerry Fairbanks (1941)
- Speaking of Animals in the Zoo, regia di Tex Avery (1941)
- Speaking of Animals and Their Families, regia di Robert Carlisle e Jerry Fairbanks (1942)
- Speaking of Animals No. Y7-1: Dog Crazy, regia di Robert Carlisle (1947)

## Riconoscimenti
- Nomination Oscar al miglior cortometraggio[1]